# Nova Georgia
Nova Georgia (eng. New Georgia) najveći je otok u Zapadnoj provinciji na Salomonskim Otocima. 
Nalazi se u arhipelagu Nova Georgia, koji se sastoji od većine drugih većih otoka u provinciji. Otok je oko 72 km dug i tvori dio južne granice pojasa Nove Georgije. Otok Kolombangara nalazi se na zapadu preko zaljeva Kule, otok Vangunu leži istočno, a Rendova južno preko tjesnaca Blanche.
Otok je brdovit i gusto pošumljen.

## Povijest
Tijekom Drugog svjetskog rata, Saveznici predvođeni SAD-om slijetjeli su na Novu Georgiju i obližnje otoke 30. lipnja 1943. Osvojili su je 23. kolovoza, nakon tjedana teških borbi u prašumama, a borbe na obližnjim otocima trajalu su sve do listopada 1943.
Japanska baza Munda bila je glavna meta napada na otoku. Ova baza osvojena je 5. kolovoza 1943. Japanska postrojenja u luci Bairoko, 13 km sjeverno od Munde, osvojena su do 25. kolovoza.

## Jezici
Jezici na otoku, dolaze iz obitelji neogeorgijskih jezika, koji su podskup južnosalomunskih jezika, koji pripadaju oceanijskim jezicima, koji su dio velike austronezijske obitelji jezika. Skupina se sastoji od deset jezika, koji se govore na Novoj Georgiji, a dijele se na istočne i zapadne podskupine.